# Himerarctia
Himerarctia is een geslacht van vlinders van de familie spinneruilen (Erebidae), uit de onderfamilie Arctiinae.

## Soorten
- H. basalis Walker, 1856
- H. docis Hübner, 1831
- H. griseipennis Rothschild, 1909
- H. laeta Seitz, 1921
- H. viridisignata Watson, 1975